# 우리담배
우리담배 주식회사는 대한민국의 담배 회사이다. 2001년 대한민국의 담배제조 독점권이 폐지된 이후, 2006년 7월 10일 설립되었다. 이후, 2007년 12월 충청남도 당진군에 공장을 준공해 연간 50억 개비 이상의 담배 생산 시설을 갖출 것을 요구하는 대한민국 담배 사업법 허가 기준을 충족하고 담배 제조, 판매를 허가 받았다. 프로야구 센테니얼 인베스트먼트(서울 히어로즈 프로야구단)의 스폰서로 확정되었다가, KBO 가입금 미납이 불거지면서 스폰서 계약을 해지했다. 2010년 10월 7일 포비스티엔씨로 변경되었다.

## 같이 보기
- 넥센 히어로즈